# Dirk Adorf
Pour les articles homonymes, voir Adorf.
Dirk Adorf (né le 10 juillet 1969 à Altenkirchen) est un pilote de course allemand. 

## Carrière

### Pilote de course
Adorf pratique régulièrement le sport automobile depuis 1991 et est principalement actif dans les courses de voitures de tourisme et GT. Jusqu'en 2001, il change à plusieurs reprises de compétition entre le DTC (Deutsche Tourenwagen Challenge ; aujourd'hui: Procar series) et le VLN Langstreckenmeisterschaft Nürburgring. En 2002, il participe exclusivement à la série V8STAR, un championnat allemand de voitures de tourisme à silhouette. L'année suivante, le championnat d'endurance est ajouté, également sur une voiture V8STAR. 
Depuis 2004, il est surtout actif dans le championnat d'endurance, en 2008 sur une Lamborghini Gallardo utilisée par Raeder Motorsport. En 2009, il utilise une Ford GT peinte de la même manière dans la même compétition. Depuis 2010, Dirk Adorf est chauffeur d'usine chez BMW. Au total, il compte sept victoires au classement général du championnat d'endurance VLN et 56 victoires de classe. Il est également champion d'endurance VLN en 1992, 1996 et 1997. 
Il participe également à 29 courses de 24 heures (dont 25 dans la course de 24 heures du Nürburgring, une fois à Spa, deux fois à Dubaï et une fois à Bahreïn). En 2009, il obtient la pole position sur une Ford GT. Adorf est le co-commentateur du WTCC sur Eurosport depuis 2007 et y commente également les 24 heures du Mans depuis 2012. Adorf travaille également pour la chaîne de télévision VOX depuis 2009 et peut y être vu dans l'émission Automobile. Depuis 2016, il commente la course de 24 heures du Nürburgring pour la chaîne de télévision RTL Nitro. En 2017, il participe à cette course avec une BMW M4 GT4 et remporte une victoire de classe. 
En 2007, Dirk Adorf termine troisième de la course de 24 heures du Nürburgring avec une Porsche de la Team Land Motorsport. Il y concourt avec des voitures d'usine BMW depuis 2010,  en 2010 et 2011 sur une BMW M3 selon la réglementation GT2, à partir de 2012 avec la BMW Z4 GT3. Adorf a terminé la course de 24 heures de Spa (Belgique) à la troisième place en 2010, après une longue avance. 

### Mentor et coach
Adorf est mentor et entraîneur de l'équipe junior BMW Motorsport (programme junior), qui fête son 40e anniversaire en 2017, et travaille également comme pilote d'essai et de développement pour BMW Motorsport (y compris BMW 235i Racing Cup, BMW M4 GT4). Il anime BMW Hospitality pour le DTM et conduit également le taxi de course BMW (BMW M4 DTM) depuis 2012. 
En dehors des courses, Adorf est un entrepreneur à Altenkirchen, où il dirige à la fois une concession Toyota et (depuis 2009) une concession Ford. Il habite à Michelbach.